# Chuck Fenda
Chuck Fenda (15. juni 1972, Brooklyn, New York) er et af de mest fremtrædende navne på den jamaicanske reggaescene i disse år. Hans varemærke er de tankevækkende og dybtfølte tekster, der med The Almighty som backup, taler direkte ud til folket – det er med andre ord ikke nogen tilfældighed, at han stolt bærer kælenavnet Poor People Defanda.
I sine unge år pendlede han fast mellem New York og Kingston, Jamaica, hvor han udviklede sine dj-evner.
I 1996 udsendte han sin første single Jah It's All About You, der blev et mindre hit i det caribiske område. Man skulle dog to år frem, før rastafarien ramte jackpot. Navnet på singlen var Bada Bada, der blev så populær, at den endda lagde navn til en bestemt rytme.
Man skulle frem til 2004, før Chuck Fenda udsendte sit første album. Det bar titlen Better Days og var rig på opbyggelige tekster omhandlede Gud, kvinder og verdens uretfærdigheder.

## Diskografi

### Album
- 2004: Better Days